# Valsaria insitiva
Valsaria insitiva (Tode) Ces. & De Not. – gatunek grzybów z klasy Dothideomycetes. Grzyb mikroskopijny powodujący choroby roślin. W Polsce wywołuje cytosporozę jabłoni i leukostomozę drzew pestkowych.

## Systematyka i nazewnictwo
Pozycja w klasyfikacji według Index Fungorum: Valsaria, Valsariaceae, Valsariales, Incertae sedis, Dothideomycetes, Pezizomycotina, Ascomycota, Fungi.
Po raz pierwszy opisał go w 1791 r. Heinrich Julius Tode nadając mu nazwę Sphaeria insitiva. Obecną, uznaną przez Index Fungorum nazwę nadali mu Vincenzo de Cesati i Giuseppe De Notaris w 1863 r.
Ma ponad 80 synonimów. Jednym z nich jest anamorfa Leucostoma cinctum, dawniej opisywana jako odrębny gatunek.

## Morfologia i rozwój
Saprotrof żyjący na korze drzew, a w sprzyjających warunkach zamieniający się w jej pasożyta. Atakuje głównie drzewa uszkodzone przez mróz lub osłabione niedoborem wody. Na podkładkach tworzy konidiomy, często wielokomorowe, kręte i promieniście odchodzące od środka. Konidiofory szkliste, septowane, nieregularnie rozgałęzione u podstawy i powyżej. Komórki konidiotwórcze nie różniące się wyraźnie morfologicznie od konidioforów, zwykle tworzą długie, wyraźne gałęzie, proste, szkliste, gładkie, proliferujące jednocześnie. Po oddzieleniu konidiów powstają niewidoczne zgrubienie kołnierzowe. Konidia (4–) 6–8 (–13) × 1–1,5 (–2,5) µm, cylindryczne, proste lub nieco zagięte, szkliste, cienkościenne, jednokomórkowe, bez pory rostkowej. Dokonują infekcji kory przez rany powstałe w wyniku cięć pielęgnacyjnych, gradobicia lub złamania gałęzi. Powstają w warunkach wilgotnych i mokrych przez cały sezon wegetacyjny. Są wytłaczane z konidiomów w łańcuszkach i rozpraszane rozpryskowo podczas deszczu. Do wykiełkowania wymagają obecności wody przez określony czas zwilżenia.
Teleomorfa powstaje na podkładce o średnicy 1–2 mm i odsłoniętej, wydatnej części stożkowej, często wyłaniającej się przez małą poprzeczną szczelinę. Zawiera 6-12 owocników. Zewnętrzna część podkładki początkowo lekko żółtawa, potem szarawobiała, usiany czarnymi szyjkami perytecjów. Wewnętrzna część podkładki biała do szarawej, złożona z przeplatanych strzępek z kilkoma komórkami gospodarza wymieszanymi w dolnej części, dobrze rozwinięta, ograniczona wyraźną czarną linią strefy zrębu, szczególnie widoczną poniżej perytecjów. Perytecjum czarne, o średnicy 250-750 µm, mniej więcej kuliste z wydłużoną szyjką o długości 250–900 µm i szerokości 90–400 µm u podstawy. Ściana o grubości 20–25 µm, złożona z ciemnych, grubościennych, kanciastych komórek. W szyjce są peryfizy. Worki (46–) 56–66 (–81) × (7–) 9–14 (-17,5) µm, cylindryczno-maczugowate o zwężającej się podstawie, pogrubionym wierzchołku, z refrakcyjnym pierścieniem wierzchołkowym, 8-zarodnikowe. Askospory (8–) 13–20 (–30) × (2–) 3–5 µm, o kształcie od cylindrycznego do kiełbaskowatego, szkliste, jednokomórkowe, gładkie i cienkościenne, bez galaretowatej osłonki lub wyrostków. Zarodniki płciowe tworzą się jednak rzadko i nie odgrywają one większej roli w infekcji.